# 萊瑟希德足球會
萊瑟希德足球會（Leatherhead F.C.）是一支位於英格蘭萊瑟希德的職業足球會，目前於英格蘭足球依斯米安聯賽甲組中南角逐。

## 外部連結
- Official website
- Leatherhead@Football Club History Database